# Nicholas McCarthy
Nicholas McCarthy là một Nghệ sĩ dương cầm nổi tiếng người Anh. Từ khi mới sinh, Nicholas McCarthy đã không có tay phải. Ông đã học và tự học để biểu diễn đàn dương cầm chỉ với một tay trái. Nicholas McCarthy đã trở thành người đầu tiên tốt nghiệp ngôi trường danh tiếng: Cao đẳng âm nhạc Hoàng gia London, trong lịch sử 130 năm thành lập của trường này, với chỉ một tay trái ở môn dương cầm.

## Cuộc đời
Nicholas McCarthy sinh năm 1989 tại Vương quốc Anh. Nicholas McCarthy được nuôi dạy tại Tadworth, Surrey. Ông bắt đầu có ý thích và muốn tìm hiểu về đàn piano vào năm 14 tuổi, khi lần đàu tiên chứng kiến người bạn chơi bản sonata Bình minh của Beethoven. Gia đình McCarthy có một chiếc đàn organ nhỏ để trên gác xếp. Nicholas McCarthy nhờ bố lấy xuống và lặng lẽ tự học đánh một mình. Nicholas tra cứu trên Internet cách đọc bản nhạc rồi tự học. Trong khoảng năm tháng, Nicholas đã có được những kiến thức cơ bản về nhạc lý và cách chơi đàn organ. Niềm đam mê của cậu lúc này chỉ là âm nhạc.
Nicholas McCarthy nghe nhạc cổ điển của các nhạc sĩ nổi tiếng và tạo thói quen nghe chương trình Classic FM trên radio. Một ngày nọ, khi Nicholas McCarthy đang chơi bản sonata Ánh trăng của Beethoven thì bố cậu ở dưới nhà nói vọng lên: "Nick, con vặn nhỏ đài bớt đi". Nicholas trả lời bố cậu rằng: "Không phải đài đâu bố ơi, con đang chơi đàn đấy". Ở dưới gác, người bố đã lặng đi rất lâu. Sau đó ông hỏi Nicholas có muốn học chơi đàn piano không, và cậu bé đã đồng ý.
Sau hai năm theo học bài bản về piano, giáo viên dạy nhạc nói với bố mẹ Nicholas nên đưa cậu tới một trường nhạc chuyên nghiệp vì cậu có năng khiếu âm nhạc. Khi ba mẹ Nicholas gọi điện thoại cho bà hiệu trưởng trường nhạc cậu đã bị từ chối. Khi đó Nicholas được 15 tuổi, cậu rất đau khổ và bỏ đàn suốt hai tuần liền. Một ngày thức giấc, Nicholas tự hỏi tại sao mình để một người thậm chí không muốn xem mình chơi đàn cản trở giấc mơ trở thành nghệ sĩ dương cầm của mình. Rồi Nicholas quyết định nộp đơn vào Trường Âm nhạc và kịch nghệ Guildhall. Mỗi ngày Nicholas luyện tập 6 tiếng trên các phím đàn. Tại đây, Nicholas đã giành được giải piano hàng năm với các tiết mục được viết riêng cho tay trái. Sau đó, ông ghi danh vào khoa piano của Cao đẳng Âm nhạc Hoàng gia London rồi tốt nghiệp vào năm 2012.

## Sự nghiệp âm nhạc
Nicholas McCarthy là thành viên ban đầu của British Paraorchestra, một nhóm được sáng lập bởi Charles Hazlewood vào năm 2011. Tháng 9 năm 2012, Nicholas McCarthy đã trình diễn cùng với Coldplay trong lễ bế mạc Paralympic mùa hè 2012 ở London trước 86.000 khán giả và hơn 1 tỉ khán giả trên toàn thế giới khi theo dõi trực tiếp sự kiện.
Ngày 23 tháng 9 năm 2013,Nicholas McCarthy đã chia sẻ về những kinh nghiệm của cuộc đời ông tại một buổi hội thảo của TED tổ chức tại Royal Albert Hall. Năm 2014, ông tham gia làm khách mời cho chương trình truyền hình BBC Proms.
Ngày 4 tháng 11 năm 2015, McCarthy xuất hiện trong chương trình Front Row của BBC Radio 4, trong chương trình này ông đã thảo luận về việc thu âm album đầu tay của mình.
Tháng 3 năm 2017, Nicholas McCarthy có một chương trình biểu diễn mang tên "Nicholas McCarthy: Me and my left hand" tại nhà hát lớn Royal Albert Hall của Vương quốc Anh. Nicholas McCarthy đã tham gia biểu diễn ở nhiều nơi trên thế giới như Mỹ, Nam Phi, Hàn Quốc, Nhật Bản, Malta và Kazakhstan.

## Câu nói
- | “ | Nhiều người đến xem tôi chơi đàn và thốt lên làm sao tôi có thể làm thế. Nhưng tôi chỉ là người bình thường và tôi chơi piano bằng chính tâm hồn mình" | ” |

## Tác phẩm
- « Solo »: Einaudi, Mascagni, Puccini, Rachmaninov, Liszt, Chopin, Scriabine, Blumenfeld, Gershwin, R. Strauss, Nigel Hess (23-26 juin 2015, Warner 0825646052400) OCLC 935199056